# Yahya ibn Ibrahim
Yahya ibn Ibrahim, arabisch يحيى بن إبراهيم, DMG Yaḥyā b. Ibrāhīm (gest. 1048), war im 11. Jahrhundert ein Anführer des Berberstammes der Dschudala. Zusammen mit Ibn Yasin war er Wegbereiter der religiös-kämpferischen Bewegung der Almoraviden.

## Genealogie
Über die jungen Jahre und die verwandtschaftlichen Verhältnisse von Yahya ibn Ibrahim ist nicht viel bekannt. Er war ein Schwager von Abu Abdallah Muhammad ibn Tifat (alias Tarsina), dem Stammesoberhaupt der Lamtuna, der um 1035 versucht hatte, den Bund von Sanhādscha zu erneuern, dann aber im Jahr 1038 verstarb.

## Leben
Im Jahr 1040 (möglicherweise auch schon früher um 1035/1036) ging Yahya ibn Ibrahim auf Pilgerfahrt nach Mekka. Auf seiner Rückkehr machte er Zwischenaufenthalt in Kairouan, wo er mit dem aus Fès stammenden Abu Imran al-Fasi zusammentraf, einem Rechtsgelehrten der sunnitischen Malikiten. Er beklagte sich bei ihm über den Mangel an religiöser Bildung und Unkenntnis islamischen Rechts bei den südlichen Sanhadscha. Abu Imran empfahl ihm daher den Ribat des Waggag ibn Zelu (auch Waddschadsch ibn Zalwi al-Lamti) im Souss aufzusuchen, um dort nach einem geeigneten malikitischen Lehrer Ausschau zu halten. Im Süden Marokkos mit einem Empfehlungsbrief angekommen wurde er von Waggag schließlich an Abdallah ibn Yasin vom Stamm der Dschazzula (oder Gazzula) weitervermittelt.
Die beiden befreundeten sich und so lud Yahya ibn Ibrahim im Jahr 1046 Ibn Yasin ein, seine Lehrtätigkeit bei den Dschudala aufzunehmen. Ibn Yasin war jedoch ein religiöser Eiferer und strikter Anhänger einer puritanisch-orthodoxen Sunna, der im Laufe der Zeit bei Yahyas Stammesangehörigen mehr und mehr auf Ablehnung stieß. Als Yahya ibn Ibrahim im Jahr 1048 verstarb, wurde Ibn Yasin kurz danach von den Dschudala vertrieben bzw. letzterer, um sein Leben fürchtend, zog es vor zu fliehen. Ibn Yasin rettete sich zum Nachbarstamm der Lamtuna, bei denen er eine bessere Aufnahme fand und mehr Erfolg haben sollte.